# Buch (Theres)
Buch ist ein Gemeindeteil der Gemeinde Theres im unterfränkischen Landkreis Haßberge in Bayern.

## Geographische Lage
Buch liegt in einer Rodungsinsel im Südosten der Schweinfurter Rhön, an der Buchner Höhe (406 m ü. NHN).
Durch das Kirchdorf führt die Kreisstraße HAS 4, die in nordnordwestlicher Richtung nach Abersfeld (wo sie die Bundesstraße 303 kreuzt) sowie in nordöstlicher Richtung nach Obertheres führt, wo sie in die Bundesstraße 26 mündet. Durch Buch verläuft der Fränkische Marienweg.

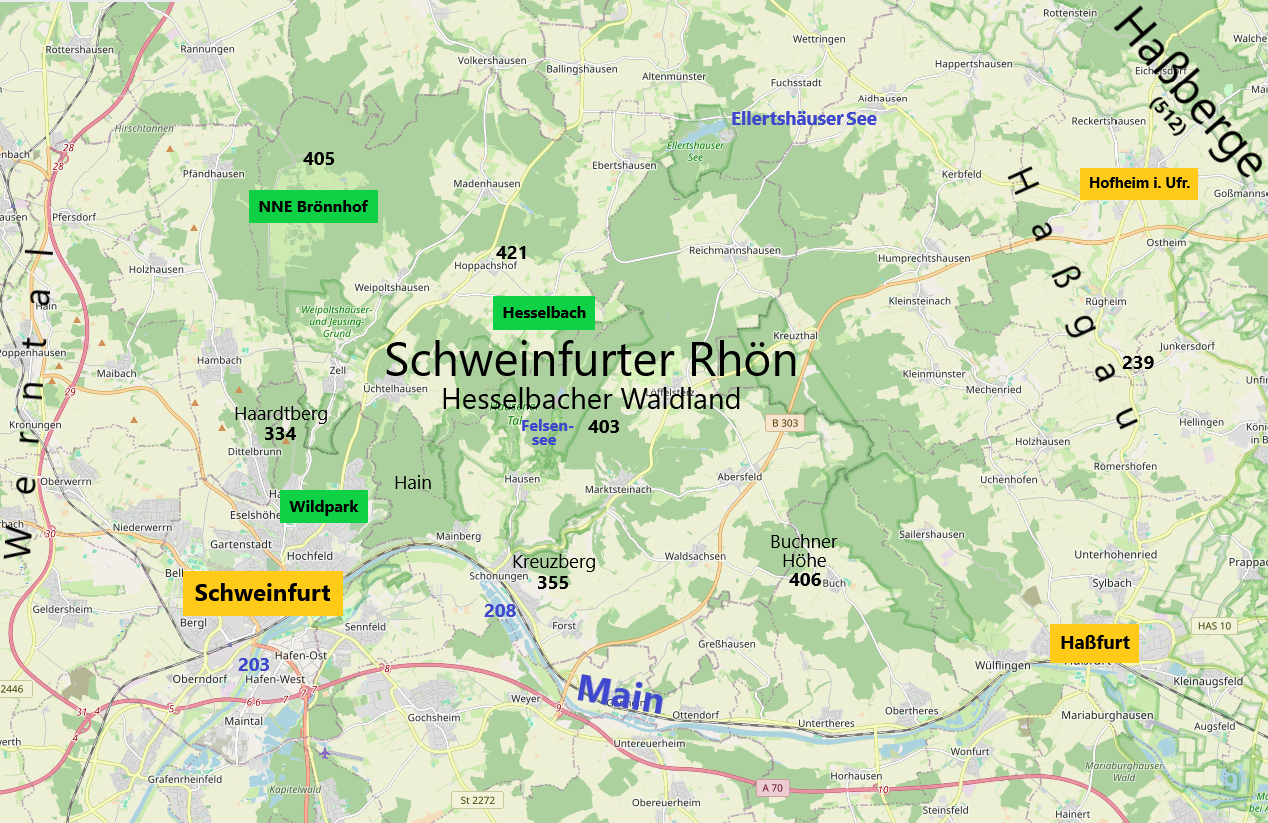
Buch liegt in einer Rodungsinsel bei der Buchner Höhe im Südosten der Schweinfurter Rhön (bitte Bild vergrößern)

## Geschichte

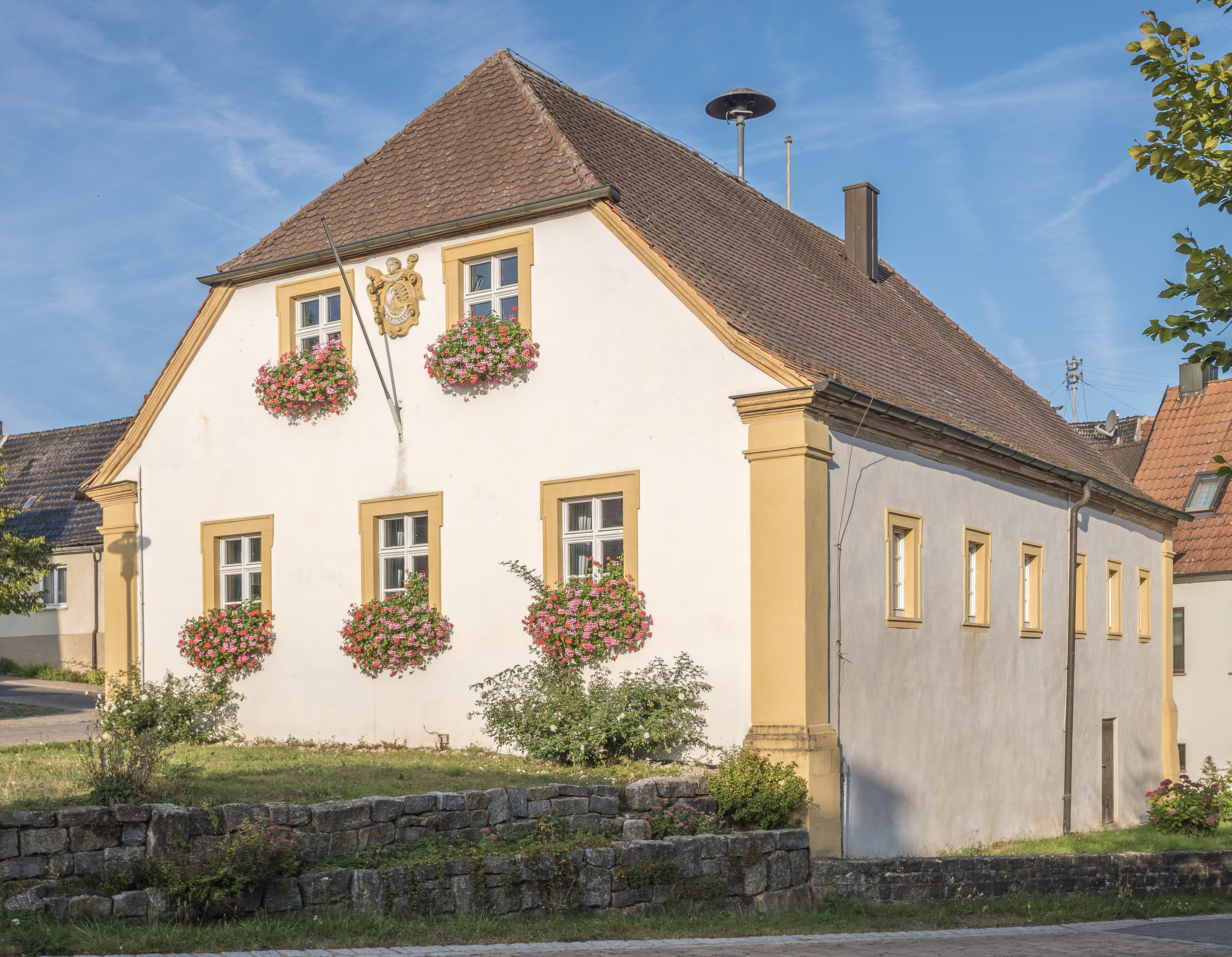
Das ehemalige Rathaus von Buch

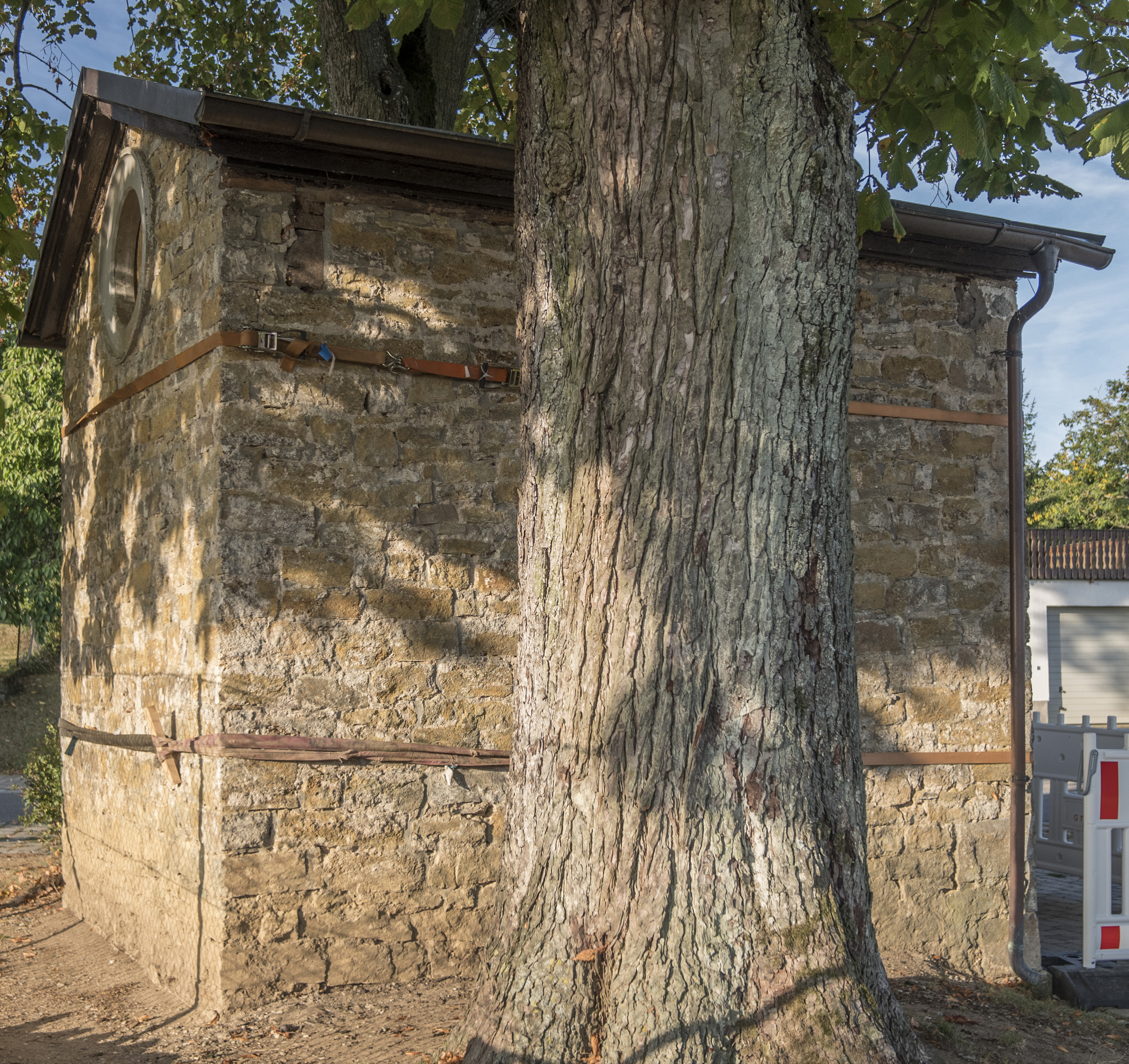
Wegkapelle (Baudenkmal)

Die erste bekannte urkundliche Erwähnung von Buch erfolgte im Jahr 1366, es könnte aber bereits früher entstanden sein. Der Ortsname entstand möglicherweise aus einem Buchengehölz oder einer einzelnen Buche.
Im Jahr 1466 wurde der zum Kloster Theres gehörende Ort im Rahmen des Investiturstreits von Soldaten des Bamberger Bischofs Georg I. von Schaumberg geplündert.
Um 1800 entstand das zu Buch gehörende Forsthaus Eichenbühl. Der Stadtwald wurde bis 1935 von einem eigenen Förster, danach vom Universitätsforstamt Sailershausen betreut. Das ehemalige, zum Forsthaus gehörende Wohnhaus des Försters dient heute als Tierstall. Im Jahr 2005 wurde das Forsthaus vom Bund Naturschutz wieder hergerichtet.
Am 1. Mai 1978 wurde Buch im Rahmen der Gebietsreform in Bayern Gemeindeteil von Theres.
siehe auch: Liste der Baudenkmale in Buch